# Episinus maculipes
Episinus maculipes là một loài nhện trong họ Theridiidae.
Loài này thuộc chi Episinus. Episinus maculipes được miêu tả năm 1876 bởi Cavanna.